# Pray György
Pray György (Érsekújvár, 1723. szeptember 11. – Pest, 1801. szeptember 23.) jezsuita szerzetes, történetíró, a budai, majd a pesti Egyetemi Könyvtár vezetője volt. Fő műve a latin nyelvű Annales regum Hungariae.

## Életútja
Tirolból származó család sarja volt. 1742-ben a Nagyszombati Egyetem hallgatója lett. Miután Egerben teológiai vizsgát tett, 1754-ben pappá szentelték.
1740-től a jezsuita rend tagja volt. Pályáját Pécs, Nagyszombat, 1747 után Nagyvárad, Trencsén, 1749-től ismét Nagyszombat, 1750-től Pozsony, 1754-től pedig Rozsnyó alsóbb iskoláinak tanáraként kezdte. Ezután néhány évig Bécsben nevelősködött, és poétikát oktatott a Theresianumban. 1758–1759-ben Győrött, 1759–1760-ban Nagyszombatban, végül Budán tanított.
A jezsuita rend 1773-as feloszlatása után az esztergomi főegyházmegye papjaként egy ideig igen nagy szegénységben élt; tizenhat forintos nyugdíját pártfogói – elsősorban Viczay Mihály gróf – adományai egészítették ki. Mária Terézia Magyarország királyi történetírójává tette meg, majd 1777-ben a budai Egyetemi Könyvtár első őrévé nevezték ki. 1780-ban lemondott, de 1782-ben visszatért.
1790 augusztusában váradi kanonokká nevezték ki. Ugyanebben az évben a káptalan követeként részt vett az országgyűlésen. Ezután minden idejét a történeti kutatásnak szentelte.

## Munkássága

### Történetírói tevékenysége

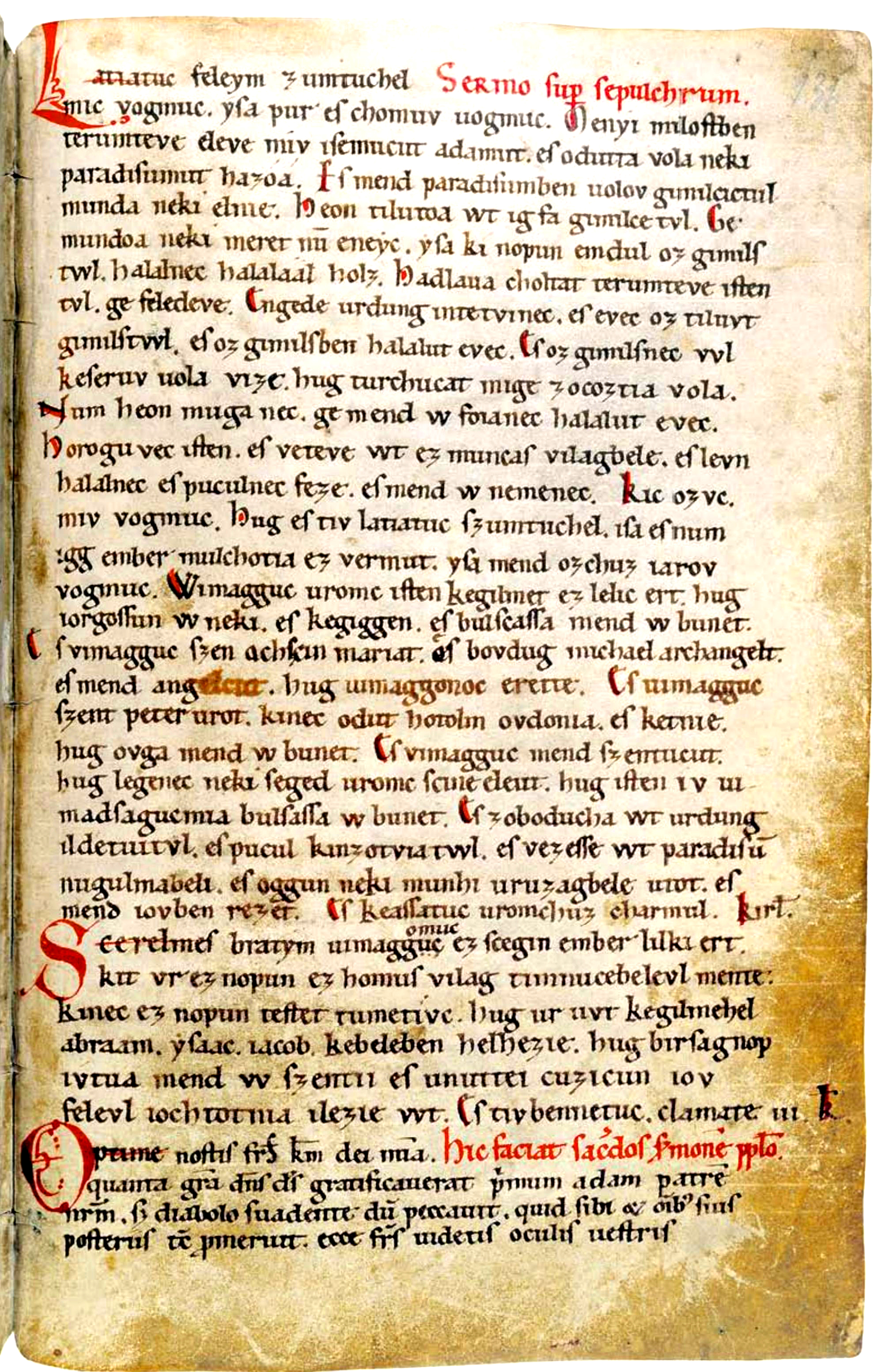
A Halotti beszéd a Pray-kódexben

Az anyaggyűjtést 1764-ben kezdte meg a Kollonich Lipót javaslatára addig – és mások számára továbbra is – elzárt kamarai levéltárban. Elődeitől eltérően tudatosan gyűjtött, csak a tanulmányaihoz szükséges iratokat másolta le. A következő évtizedekben hatvankötetnyi anyagot gyűjtött össze levéltári kutatásai és a kortársaival folytatott adatcserék révén. E tevékenysége gyümölcse lett a Pray-kódexben megtalált Halotti beszéd és könyörgés egy részletének, valamint Szent Erzsébet és Szent Margit legendáinak publikálása. 15–18. századi levélgyűjteménye, pecséttára és Bethlen Gábor-kori oklevéltára posztumusz jelent meg.
Egyháztörténeti és világi témákkal egyaránt foglalkozott. 1761-ben közzétette a magyar őstörténet összefoglalását Annales veteres Hunnorum, Avarorum et Hungarorum címmel. Ebben a hun–magyar–avar folytonosság hagyományos elméletét azzal egészítette ki, hogy miután a hunok Kína mellől vonultak Európába, a magyarok azonosak a kínai évkönyvekben emlegetett turkokkal. Amikor Sajnovics János előállt a magyar és a lapp nyelv rokonságának bizonyításával, Pray az 1774-es Dissertationes historico-criticae in Annales veteres Hunnorum című munkában az összes finnugor népet besorolta a hun eredetűek közé. Fő művét, a magyar történelmet az államalapítástól I. Ferdinánd 1564-es haláláig tárgyaló Annales regum Hungariae című összegzését 1763 és 1770 között jelentette meg öt kötetben. A történeti problémák tisztázását alapos forráskritikával, az oklevéltan, a kronológia és a genealógia módszereinek felhasználásával igyekezett megoldani. 1801-ben látott napvilágot a mű háromkötetes folytatása, amely 1780-ig tárgyalta az eseményeket.
Értekezések sorában dolgozta fel a magyar királyi szentek (Szent Erzsébet, Szent Margit, Szent Imre herceg, Szent László király és a Szent Jobb) történetét. Egyháztörténeti munkásságából kiemelendők a vránai perjelségről, a nagyváradi püspökség megalapításáról és a veszprémi egyházmegyében a 14. században folyt pápai tizedszedésről írott művei.
Kéziratban maradt az 1787-ben született De jure regum Hungariae in Bosniam, Serviam et Bulgariam a magyar királyok történeti jogáról az említett területeken.
A történeti szakirodalom szerint Pray György történetírói munkásságának jelentősége mindenekelőtt abban áll, hogy a forráskritikai módszerek alkalmazásával megújította a korábban Hevenesi Gábor és Kaprinai István által fémjelzett jezsuita adatgyűjtő történeti iskolát. Az Egyetemi Könyvtárat a magyar történettudomány központjává tette. Széles körű levelezése részben pótolta a nem létező történelmi szakfolyóiratokat, a köré gyűlt történetírói kör pedig az egyelőre szintén hiányzó tudós társaságot.

### Könyvtárvezetői tevékenysége
1776 őszén közkönyvtár létesítését javasolta Batthyány József esztergomi érseknek. Mint kifejtette, a magyarországi tudományos élet fellendüléséhez nem egyetemekre, hanem könyvtárakra van szükség. Nem sokkal később kinevezték az Egyetemi Könyvtár második őrévé.
1780-ban jelentette meg Index rariorum librorum Bibliothecae Universitatis Regiae Budensis című katalógusát, amelyben a könyvtár háromezer ritkaságának bibliográfiai leírását adta. Szorgalmazta, hogy az intézmény ingyen juthasson hozzá a legfrissebb tudományos munkákhoz. Célját 1780-ban érte el, a könyvtár kötelespéldány-jogát ekkortól rendelet biztosította. A központi katalógus ügyében azonban Pray szembekerült az egyetemi tanáccsal, a rektorral és Bretschneider Henrik társfőigazgatóval, mivel a feloszlatott szerzetesrendek részben elavult könyvanyagának katalogizálásánál fontosabbnak tartotta a "modern" művek beszerzését és feldolgozását. Míg Pray korszerű történészműhelyként, Bretschneider hivatalként tekintett a könyvtárra; előbbi a tudományos (történelmi, filozófiai, matematikai, földrajzi, bányászati, mezőgazdasági) munkák, utóbbi a Biblia-kiadások, katekizmusok, egyháztörténeti szövegek beszerzését részesítette előnyben.
A két koncepció versengése Pray 1782-es visszatérése után folytatódott. A II. József elé is eljutott konfliktus végül Bretschneider Lembergbe való áthelyezésével zárult le. Az immár egyedül igazgató Pray vezette a könyvtár 1784-es átköltöztetését Pestre az egykori pálos zárdába. 1785 és 1788 között került sor a feloszlatott szerzetesrendek könyvtárai, körülbelül több százezer kötet és mintegy ötszáz kézirat (köztük a Cornides-kódex) átvételére. 1789-ben megszerezte és kutathatóvá tette a Hevenesi–Kaprinai-féle hatalmas történeti forrásgyűjteményt, amelyet addig a kamarai levéltárban tartottak elzárva. Ezzel egyidejűleg értékes könyv- és – oklevél- és forrásanyag-másolatokból összeállított – kéziratgyűjteményét évjáradékért cserébe a könyvtárnak adományozta.

## Főbb művei
Munkáinak interneten fellelhető változatait a Wikiforrás oldala listázza.
- Annales veteres Hunnorum, Avarum et Hungarorum, ab anno ante natum Christum CCX. ad annum Christi CMXCVII. deducti ac maximam partem ex orientis, occidentique rerum scriptoribus congesti (Bécs, 1761.) Google
- Annales regum Hungariae. Ab anno Christi CMXCVII. ad annum MDLXIV. Deducti ac maximam partem ex scriptoribus coaevis, diplomatibus, tabulis publicis et id genus litterariis instrumentis congesti.
  - Pars I. (Bécs, 1763.) Google HC
  - Pars II. (Bécs, 1764) Google
  - Pars III. (Bécs, 1766.) Google
  - Pars IV. (Bécs, 1767.) Google HC Google NKCR
  - Pars V. (Bécs, 1770.) Google NKCR
- Vita S. Elisabethae viduae landgraviae Thuringiae, ducis Saxoniae, Hassiae principis et comitis palatinae, nec non B. Margarithae virginis quarum illa Andreae II. haec Belae IV. Hungariae regum filia erat. Ex mss. codicibus eruta, ac praeviis dissertationibus illustrata (Nagyszombat, 1770.) Google
- Supplementum ad Annales veteres Hunnorum, Avarum et Hungarorum congestos. (Nagyszombat, 1764.) Google
- Dissertatio historico-critica de sacra dextera divi S. Stephani primi Hungariae regis (Bécs, 1771.) Google
- Dissertatio historico-critica de prioratu auranae: in qua origo, progressus, et interitus, ex monumentis nondum editis, compendio a P. Georgio Pray e S. J. explicantur. (Bécs, 1773) Google
- Dissertatio historico-critica de Sancto Ladislao Hungariae rege (Pozsony, 1774.) Google
- Dissertationes historico-criticae in annales veteres hunnorum, avarum et hungarorum (Bécs, 1774.) Google
- Dissertationes historico-criticae de sanctis Salomone rege et Emerico duce Hungariae (Pozsony, 1774.) Google
- Descriptio decimae pontificiae in dioecesi Veszprimiensi seculi XI. ex codice mss. tabularii secreti Vaticani (Pozsony – Kassa, 1777.)
- Synodus sub Laurentio Strigoniensi archiepiscopo celebrata, ex codice mss. seculi XII. exeuntis (Pozsony – Kassa, 1777.) Google
- Diatribe in dissertationem historico-criticam de S. Ladislao Hungariae rege, fundatore episcopatus Varadiensis, ab Antonio Ganoczy praeposito S. Augustini ... conscriptam (Pozsony – Kassa, 1777.) Google
- Specimen Hierarchiae. Hungaricae complectens seriem chronologicam archiepiscoporum et episcoporum Hungariae cum rudi dioecesium delineatione adjectis, si quae sunt peculiares, preaerogativis, ut plurimum ex diplomatibus congestum
  - Pars I (Pozsony – Kassa, 1776.) Google
  - Pars II. (Pozsony – Kassa, 1779.) Google (CU)
- Index rariorum librorum Bibliothecae Universitatis regiae Budensis I. (Buda, 1780.) Google
- Historia controversiarum de ritibus Sinicis, ab earum origine ad finem compendio deducta (Pest, Kassa, 1789.) REAL-R
- Historia regum Hungariae stirpis Austriacae (Buda, 1799.) Google
- Historia regum Hungariae, cum notitiis praeviis ad congnoscendum veterem regni statum pertinentibus
  - Pars I. (Buda, 1801.) Google
  - Pars II. (Buda, 1801.) Google
- Epistolae procerum regni Hungariae
  - Pars I. (Bécs, 1805.) Hungaricana (1806) Google
  - Pars II. (Bécs 1806.) Google
  - Pars III. (Bécs, 1806.) Google
- Syntagma historium de sigillis regum, et reginarum Hungariae pluibusqve allis. (Buda, 1805.) Google
- Gabrielis Bethlenii principatus Transilvaniae coaevis documentis illustratus
  - Tomus I. (Pest, 1816) Google
  - Tomus II. (Pest 1819) Google
- Commentarii historici de Bosniae, Serbiae ac Bulariae, tum Valachiae, Moldaviae ac Bessarabiae, cum regno Hungariae nexu (Buda, 1837.) Google
- Georgius Pray series chronologica palatinorum Ungariae e diplomatibus collecta cum praevio commentariolo de veteri palatinatus provincia. Typis Regiae Universitatis Hungaricae, (Budae, 1863)